# Język warembori
Język warembori (a. waremboivoro, warenbori) – język używany w prowincji Papua w Indonezji, we wsiach Warembori, Bonoi, Poiwai i Tamakuri (kabupaten Mamberamo Raya). Według danych serwisu Ethnologue posługuje się nim 620 osób.
Jego przynależność lingwistyczna nie została dobrze ustalona. W 1999 r. M. Donohue uznał go za język papuaski, który został silnie przekształcony pod wpływem kontaktu z językami austronezyjskimi. Niewykluczone jednak, że jest to język austronezyjski, który został poddany oddziaływaniu języków papuaskich. Ze swoim bliskim krewnym, językiem yoke, dzieli 1/3 słownictwa (z przeanalizowanych 200 słów). Oba języki zostały sklasyfikowane w ramach rodziny Lower Mamberamo. Od sąsiednich języków papuaskich są bardzo odrębne, wykazując wiele cech okolicznych języków austronezyjskich.